# Mauro Pili
Mauro Pili, né le 16 octobre 1966 à Carbonia, est un journaliste et un homme politique italien, membre de Forza Italia.

## Biographie
Journaliste, Mauro Pili a dirigé Polis Sardegna et a été de 1988 à 1993 rédacteur de la chaîne télévision Sardegna 1 TV. En 1993, il est élu maire d'Iglesias, est réélu quatre ans après et demeure en fonction jusqu'en 1999. 
Le 25 février 1999, il rencontre Silvio Berlusconi qui lui propose de diriger la liste pour les élections régionales de Sardaigne. Celle-ci comprend des membres de Forza Italia, de l'Alliance nationale, du Centre chrétien-démocrate et des Réformateurs sardes. Le 9 août 1999, il est élu président de la junte de la région autonome de Sardaigne, mais doit démissionner deux mois plus tard. En 2000, il est nommé coordinateur régional de Forza Italia et le 25 octobre 2001, il retrouve la présidence de la Sardaigne, qu'il conserve jusqu'à sa démission en août 2003. Sévèrement battu lors des élections régionales suivantes en 2004 par Renato Soru, il est réélu député lors des élections générales italiennes de 2008, en 3e position sur la liste du Peuple de la liberté en Sardaigne, juste derrière les deux leaders nationaux Silvio Berlusconi et Gianfranco Fini.